# Аргаш (село)
Аргаш (рос. Аргаш) — село в Інзенському районі Ульяновської області Російської Федерації.
Населення становить 569 осіб. Входить до складу муніципального утворення Труслейське сільське поселення.

## Історія
Від 2004 року входить до складу муніципального утворення Труслейське сільське поселення.

## Населення
| 2010 |
| ---- |
| 569  |